# فرودگاه بلادوین ریور
فرودگاه بلادوین ریور (به انگلیسی: Bloodvein River Airport) یک فرودگاه همگانی باربری با کد یاتا YDV است که یک باند فرود صخره‌ای دارد و طول باند آن ۹۱۶ متر است. این فرودگاه در کشور کانادا قرار دارد و در ارتفاع ۲۲۳ متری از سطح دریا واقع شده‌است.